# Bombardements iraniens au Kurdistan irakien de 2022
Lors des manifestations de 2022 en Iran, le régime iranien accuse des groupes rebelles et mouvements politiques kurdes présent au Kurdistan irakien de soutenir les manifestations en Iran. En conséquence le corps des gardiens de la révolution islamique, l’armée idéologique de l’Iran, procède depuis le 14 novembre à des frappes de drones et de missiles contre des positions kurdes dans le nord de l’Irak. 

## Contexte
Depuis septembre 2022 et la Mort de Mahsa Amini une jeune femme kurde, décédée après avoir été détenue par la « police de la moralité » des manifestations et des mouvements de contestation secouent l’Iran. Les manifestations, durement réprimées par le régime se muent en émeutes et s’étendent à tout le pays depuis le Kurdistan iranien.  
Depuis le 20 novembre l’armée turque a amorcé l’Opération Griffe-Épée contre les forces kurdes du YPG et du PKK en Syrie et en Irak en réponse à l’Attentat d'Istanbul de 2022. Ces opérations ne sont pas concertées avec l’Iran et visent des objectifs distincts propres à la Turquie. 

## Prélude
Déjà le 28 septembre 2022, les gardiens de la révolution procèdent à des frappes à Koya, dans le Kurdistan irakien visant des militants du PDKI. Ces attaques font 13 morts et 58 blessés dont de nombreuses civiles. 

## Déroulement
Le 14 novembre 2022 5 missiles visent des installations du PDKI à Koysanjaq au Kurdistan irakien et font 1 mort et 8 blessés. Dans le même temps 4 frappes de drones visent des bases du Parti communiste iranien et du groupe nationaliste kurde iranien Komala.  
Dans la nuit de dimanche à lundi 21 novembre de nouvelles frappes de missiles et de drones kamikazes ont lieu à Koya et Jejnikan tuant un soldat peshmergas. 

## Réaction
Le 14 novembre le ministère irakien des Affaires étrangère condamne "avec la plus grande fermeté" les attaques iraniennes qui "empiètent sur la souveraineté irakienne". Et assure prendre "des mesures diplomatiques de haut niveau".  
La mission de l’ONU en Irak condamne "ces nouvelles attaques de drones et missiles au Kurdistan qui violent la souveraineté de l'Irak", de même que les États-Unis qui appelle par la voix du porte-parole du département d'État Ned Price, l’Iran à "cesser ces attaques et à s'abstenir de toute nouvelle menace contre l'intégrité territoriale de l'Irak". 
L’Iran indique pour sa part que les personnes visées sont des "terroristes ayant activement participé aux émeutes des deux derniers mois, notamment en provoquant des incendies contre des banques et des bâtiments administratifs dans plusieurs localités". Le porte-parole du ministère des Affaires étrangères à Téhéran assure que son pays ne restera "pas silencieux face aux menaces des groupes terroristes séparatistes". 